# Critoniadelphus
Critoniadelphus, rod glavočika iz podtribusa Critoniinae, dio tribusa Eupatorieae. Po nekim autorima njegove dvije vrste su uklopljene u rod Critonia. Raširen je po Južnom Meksiku i obližnjoj Srednjoj Americi

## Opis
Rod Critoniadelphus ima dvije drvenaste vrste (grmovi ili drveće) IZ Meksika i susjedne Srednje Amerike. Morfološki je slična kritoniji, ali se razlikuje po tome što ima manje očite sekretorne džepove na lišću, žlijezde na poleđini režnjeva vjenčića i na ahenijama te dodatke prašnika koji su širi nego duži.

## Vrste
1. Critoniadelphus microdon (B.L.Rob.) R.M.King & H.Rob., ili Critonia microdon (B.L.Rob.) B.L.Turner
2. Critoniadelphus nubigenus (Benth.) R.M.King & H.Rob. ili Critonia nubigena (Benth.) R.M.King & H.Rob.

## Sinonimi
Nema.